# Boćarski klub Stivan
Boćarski klub "Stivan" iz Sutivana na otoku Braču osnovan je na izborno-osnivačkoj skupštini 21. rujna 1999. godine. BK Stivan od tada konstantno nastupa u Bračkoj boćarskoj ligi, a od 2007. godine i u 2. boćarskoj ligi Splitsko-dalmatinske županije.
BK Stivan, kao udruga građana, okuplja dvadesetak stalnih i tridesetak pridruženih članova.